# The Torch (New York City)
The Torch (dt.: Die Fackel), auch 740 Eighth Avenue, ist ein in Bau befindlicher Wolkenkratzer in Manhattan in New York City, Vereinigte Staaten. Das architektonisch außergewöhnliche Bauwerk wird nach seiner Fertigstellung ein Hotel, einen Freifallturm (Drop tower) und ein Observatorium in der Gebäudekrone beherbergen.

## Lage
Das Gebäude befindet sich an der Eighth Avenue zwischen der West 45th und West 46th Street im Theater District an der Grenze zum Stadtteil Hell’s Kitchen in Midtown Manhattan. Es nimmt das westliche Ende eines Stadtblocks ein, das am östlichen Ende mit dem Hotel New York Marriott Marquis an den Times Square und den Broadway grenzt.

## Beschreibung
The Torch wurde vom Architekturbüro ODA Architecture im Auftrag der Extell Development Company entworfen. Trotz massiver Proteste von Anliegern und Mitgliedern des Manhattan Community Boards 5, die sich insbesondere gegen das architektonische Erscheinungsbild des Bauwerks und den Indoor-Freizeitpark „Free Drop“ richteten, genehmigte das städtische Bauamt im Juni 2023 das Bauprojekt. Der Turm wird 325,2 m (1067 Fuß) hoch werden und 52 Stockwerke besitzen. Das gesamte Gebäude wird mit einer Glasfassade verkleidet. Der mehrstöckige Sockel umschließt drei an der Eighth Avenue stehende erhaltengebliebene Stadthäuser und wird Einzelhandel und Freizeiteinrichtungen für das Hotel beherbergen, das die untere Hälfte des Turms mit 825 Zimmern einnimmt. Der rund 150 m hohe obere Gebäudeteil besteht aus einem hohen Schaft, der in eine spiralförmig gewundene, zur Spitze hin immer breiter werdende Krone übergeht. Im Schaft befinden sich die gläsernen Röhren des Indoor-Freifallturms mit 80 m Fallhöhe und in der Krone ein Restaurant sowie Aussichtsplattformen beziehungsweise Observatorien.
Die Bauarbeiten begannen Ende 2022 mit dem Bodenaushub. Bis März 2024 wurden die Bodenplatte und die Umfassungswände der Kellergeschosse fertiggestellt. Nach einjähriger Unterbrechung wurden die Arbeiten im späten Frühjahr 2025 fortgeführt und der Rohbau erreichte im August 2025 die Höhe der drei Stadthäuser. Die Fertigstellung von The Torch wird voraussichtlich 2028 erfolgen.

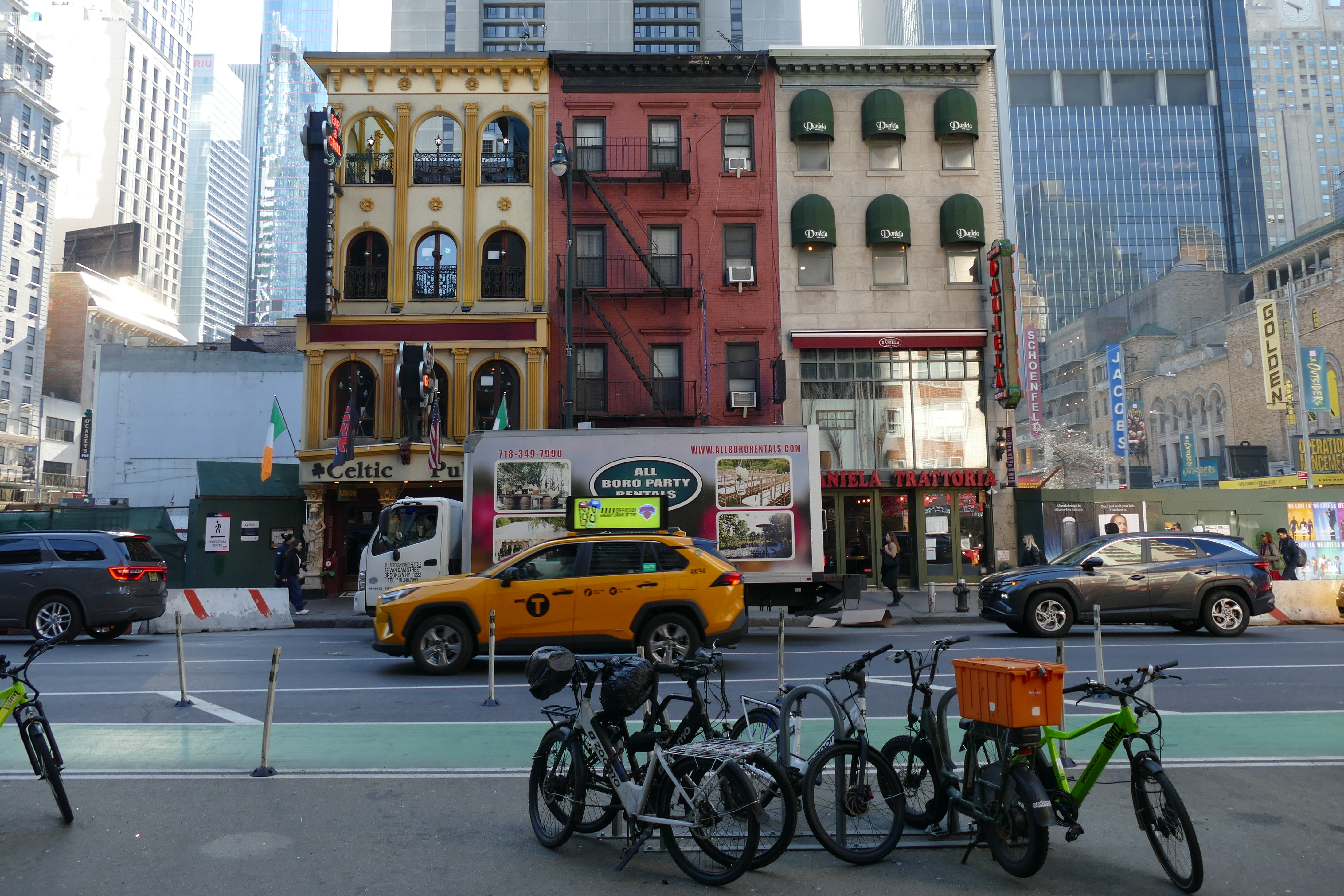
Diese drei Stadthäuser blieben erhalten und werden vom Sockel des The Torch umschlossen.